# Pilotrichum rugifolium
Pilotrichum rugifolium är en bladmossart som beskrevs av C. Müller 1851. Pilotrichum rugifolium ingår i släktet Pilotrichum och familjen Daltoniaceae. Inga underarter finns listade i Catalogue of Life.